# RNA interference

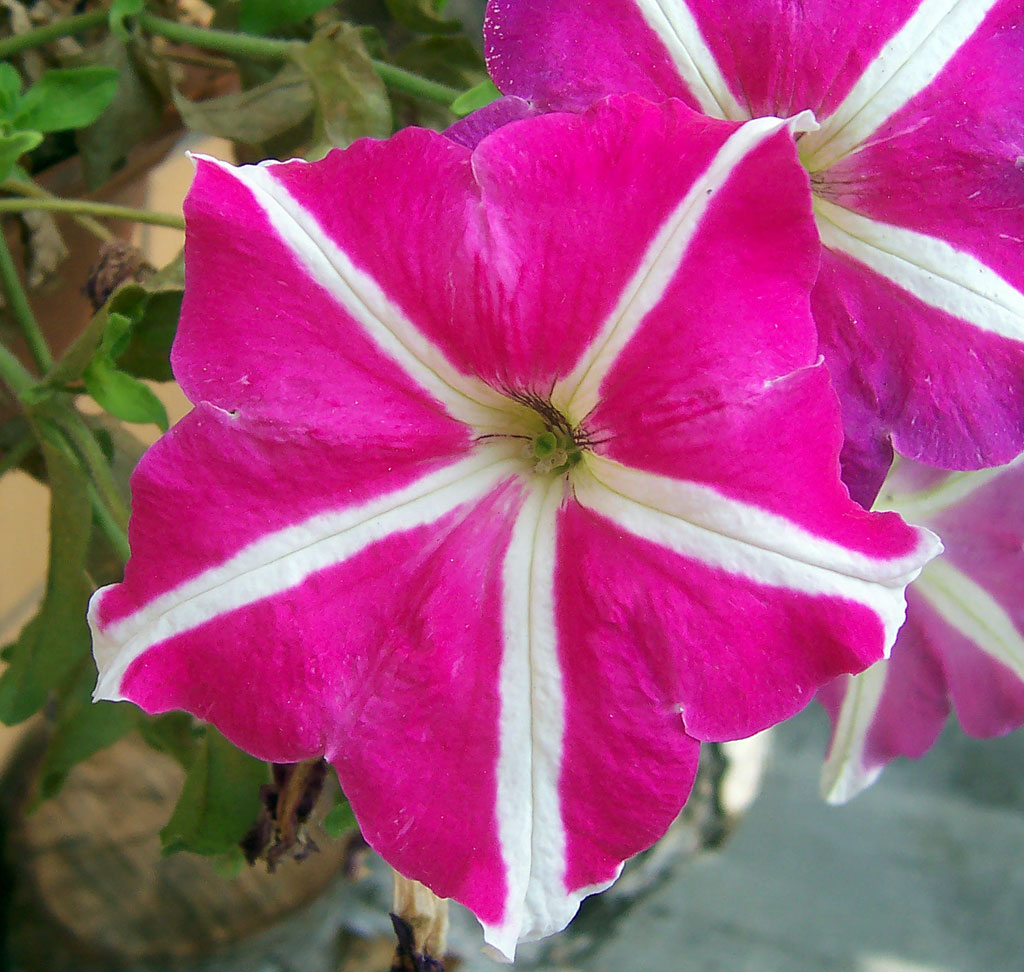
Rozložení pigmentů v květech petunie úzce souvisí s výzkumem RNA interference a procesu kosuprese

RNA interference (z angl., česky doslova „rušení RNA“), zkratka RNAi, je relativně nedávno objasněný proces, kterým je regulována transkripce a vnitrobuněčná exprese genu. V tomto molekulárně biologickém procesu určité fragmenty dvoušroubovicové RNA (dsRNA) interferují s exprimovanými geny. První experimenty cíleně využívající RNAi proběhly na začátku 90. let minulého století na rostlinných modelech, a brzy se začala využívat i pro studium dalších modelových organismů.

## Vývoj poznání
Předtím, než byla RNAi dobře charakterizována, byl jev pojmenováván jinými jmény, (včetně názvů: posttranskripční genový silencing (PTGS), genový silencing nebo prostě gene silencing). Poté, co byl fenomén popsán na molekulární úrovni, je zřejmé, že RNA interference je významnou formou posttranskripčního genového silencingu, při kterém dvoušroubovice RNA indukuje degradaci homologních transkriptů. Tím je napodoben účinek případné ztráty funkce genu nebo snížení jeho aktivity, ve výsledku tedy RNAi utišuje aktivitu onoho genu.
V rostlinách bylo používání jednořetězcové RNA, nazývané antisense mRNA, pro redukci genové exprese odpovídajícího genu tím, že vznikne dvouvláknová RNA, podle které není ribozom schopný syntetizovat bílkovinu. Tato metoda je běžná a známá již mnoho let. Teprve popsání fenoménu RNAi u hlístice Caenorhabditis elegans (háďátko obecné) znamenalo skutečnou revoluci v molekulární biologii. V roce 2006 proto získali Andrew Z. Fire a Craig C. Mello za tento objev Nobelovu cenu za fyziologii a lékařství.

## Přehled

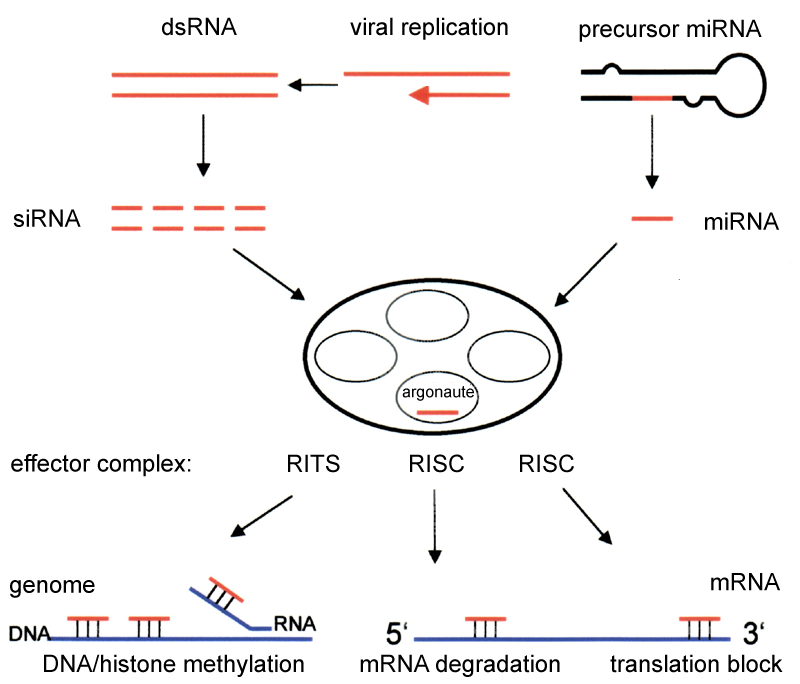
Znázornění jevu RNA interference na úrovni jednotlivých molekul

RNAi se zdá být vysoce účinným a specifickým procesem, který je aktivně vykonáván určitým buněčným mechanismem. Ačkoliv jednotlivosti toho, jakým způsobem pracuje, stále nejsou přesně známé, zdá se, že jakmile nalezne dvoušroubovicovou molekulu RNA, rozdělí ji na několik částí, oddělí od sebe jednotlivá vlákna dvoušroubovice, dále mechanismus pokračuje destrukcí dalších jednotlivých vláken RNA, která se ukážou být komplementární k nalezenému segmentu.
Přítomná dsRNA je rozpoznána enzymem Dicer, který ji pak rozštěpí na krátké části molekul RNA siRNA, které jsou charakteristické přesahem dva nukleotidy dlouhými úseky na 3´konci. U červů, hmyzu a savců siRNA může vytvářet ribonukleoproteinový komplex zvaný RISC (RNAi silencing complex) RISC nejprve způsobí rozdělení krátké dvoušroubovice siRNA na jednotlivá vlákna a s jedním z vláken (s tím, k němuž zůstane navázán) se sekvenčně specificky naváže na cílovou mRNA. Součástí komplexu RISC je nukleáza zvaná Slicer, která po tomto navázání komplexu RISC, cílovou mRNA rozštěpí (zhruba uprostřed komplementárního úseku). Takto rozštěpená mRNA je jinými buněčnými mechanismy již rozpoznána jako poškozená a je odbourána.
Životní cyklus mnoha virů zahrnuje fázi, kdy je přítomná dvoušroubovicová RNA, takže je velmi pravděpodobné, že mechanismus RNAi je součástí obranného mechanismu před těmito viry.
Od znalosti fenoménu RNAi a jeho budoucího praktického používání si lékaři slibují významné pokroky v léčení dosud neléčitelných onemocnění, již na molekulární bázi. Šlo by obdobu genové terapie, při které by však nehrozilo trvalé změnění DNA pacienta (mnozí pacienti se takové představy totiž děsí), ale exprese nechtěného genu by byla znemožněna v následující fázi. Výsledky prvních testů na myších jsou slibné.

### Další literatura
1. Napoli C., Lemieux C., and Jorgensen R. (1990) „Introduction of a chalcone synthase gene into Petunia results in reversible co-suppression of homologous genes in trans“. Plant Cell 2: 279-289.
2. Dehio C. and Schell J. (1994). „Identification of plant genetic loci involved in a post transcriptional mechanism for meiotically reversible transgene silencing“. Proceedings of the National Academy of Sciences of the United States of America 91 (12): 5538-5542.
3. Fire A., Xu S., Montgomery M.K., Kostas S.A., Driver S.E., Mello C.C. (1998). „Potent and specific genetic interference by double-stranded RNA in Caenorhabditis elegans“. Nature 391: 806-11